# Ganqing
Gǎnqíng (en chino tradicional: 感情; pinyin: gǎnqíng) es un importante concepto en las relaciones sociales en la cultura china, que se traduce a menudo como "sentimiento" y que está relacionado con el concepto de guānxi (red de relaciones sociales). El gǎnqíng refleja el tenor de la relación social entre dos personas o dos grupos.  Se puede hacer referencia a un buen gǎnqíng, como una forma de reconocer que las dos personas poseen una afinidad, o un gǎnqíng importante en el sentido de que existe un importante sentimiento de aprecio mutuo en una relación social.
A menudo el término gǎnqíng es utilizado en los comentarios que realiza el gobierno de la República Popular China y muchas veces es traducido en forma errónea cuando se lo utiliza en ese contexto.  A menudo se puede leer una frase que dice que determinada acción "hiere los sentimientos del pueblo chino."  Este tipo de frases debería ser traducida como que una acción "perturba las relaciones con el pueblo chino."  Cuando se lo usa en este contexto la frase en forma implícita resulta amenazante en el sentido de que de continuar la acción, se está afectando la cooperación entre las partes en el futuro.